# Фульднер, Хорст Карлос
Хорст Альберто Карлос Фульднер Брюне (нем. Horst Alberto Carlos Fuldner Bruene; 16 декабря 1910, Буэнос-Айрес, Аргентина — 1992, Мадрид, Испания) — гауптштурмфюрер СС, ключевая фигура по переправке европейских нацистских военных преступников за границу. Аргентинец немецкого происхождения.

## Биография
Родился в семье немецких иммигрантов в Буэнос-Айресе. В 1922 году Фульднеры вернулись в Германию. В 1932 Хорст Карлос Фульднер поступил в войска СС.
По поручению шефа SD Вальтера Шелленберга и Генриха Гиммлера занялся изучением возможных путей бегства национал-социалистов из страны. С 1945, при поддержке президента Аргентины Хуана Перона, начал переправлять европейских нацистских военных преступников в страны Латинской Америки, в частности Адольфа Эйхмана.
Основатель компании CAPRI (исп. Compañía Argentina para Proyectos y Realizaciones Industriales – Fuldner y Cía), занимавшейся монтажом гидроэлектростанций и использованием других природных ресурсов для индустриализации страны.
В Аргентине и Испании в большинстве случаев был известен как Карлос Фульднер, в Германии как Хорст Фульднер.